# Эмбурга (Елгавский край)
Э́мбурга (латыш. Emburga) — населённый пункт в Елгавском крае Латвии. Административный центр Салгальской волости. Находится на правом берегу реки Лиелупе у региональной автодороги P94 (Елгава — Стальгене — Цоде). Расстояние до города Елгава составляет около 24 км. По данным на 2015 год, в населённом пункте проживало 326 человек.

## История
В советское время населённый пункт был центром Сидрабенского сельсовета Елгавского района. В селе располагалась центральная усадьба колхоза «Драудзиба». В 2009—2021 гг. в составе ныне упразднённого Озолниекского края.

## Галерея

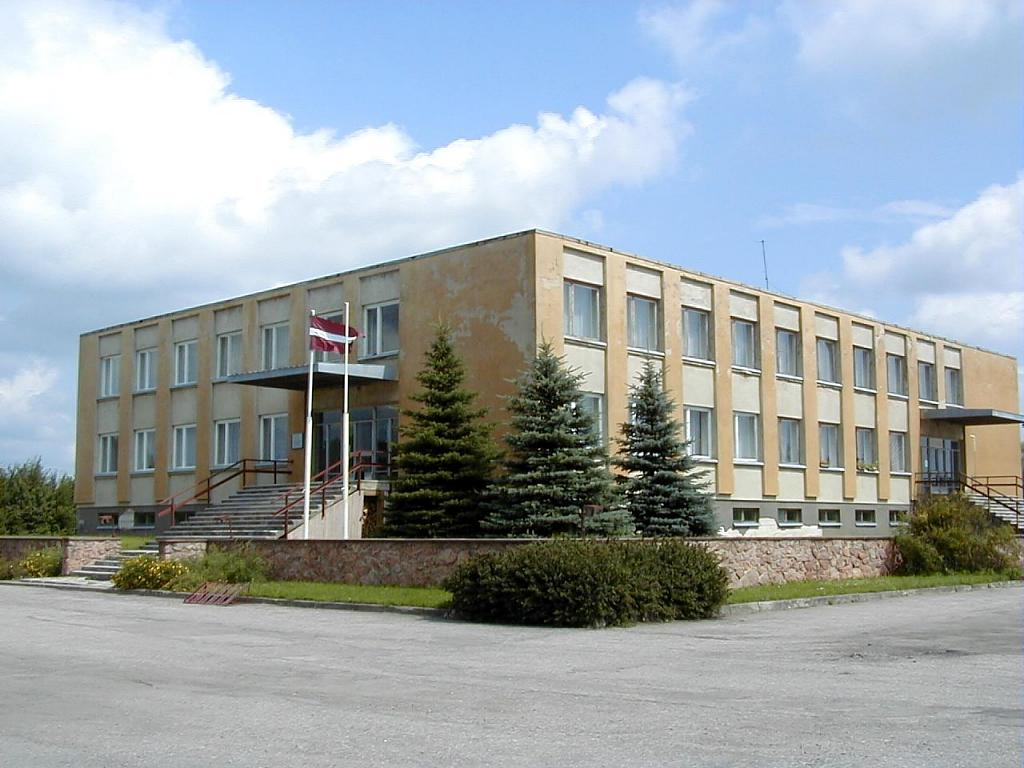
Волостная управа (2002)
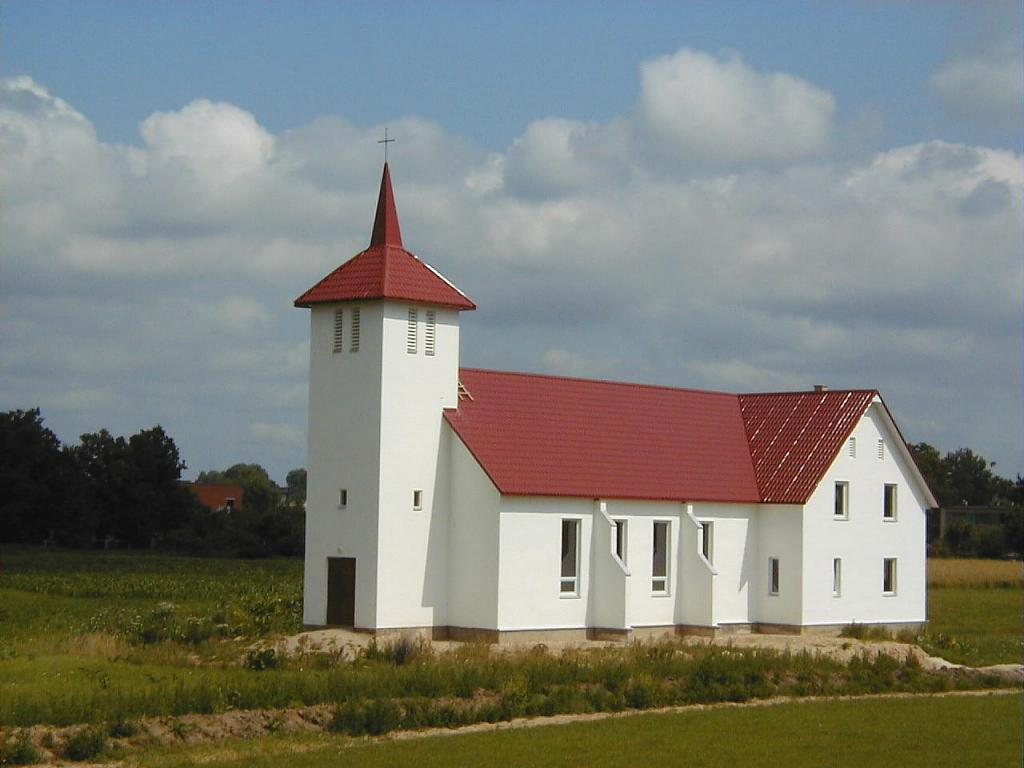
Лютеранская церковь
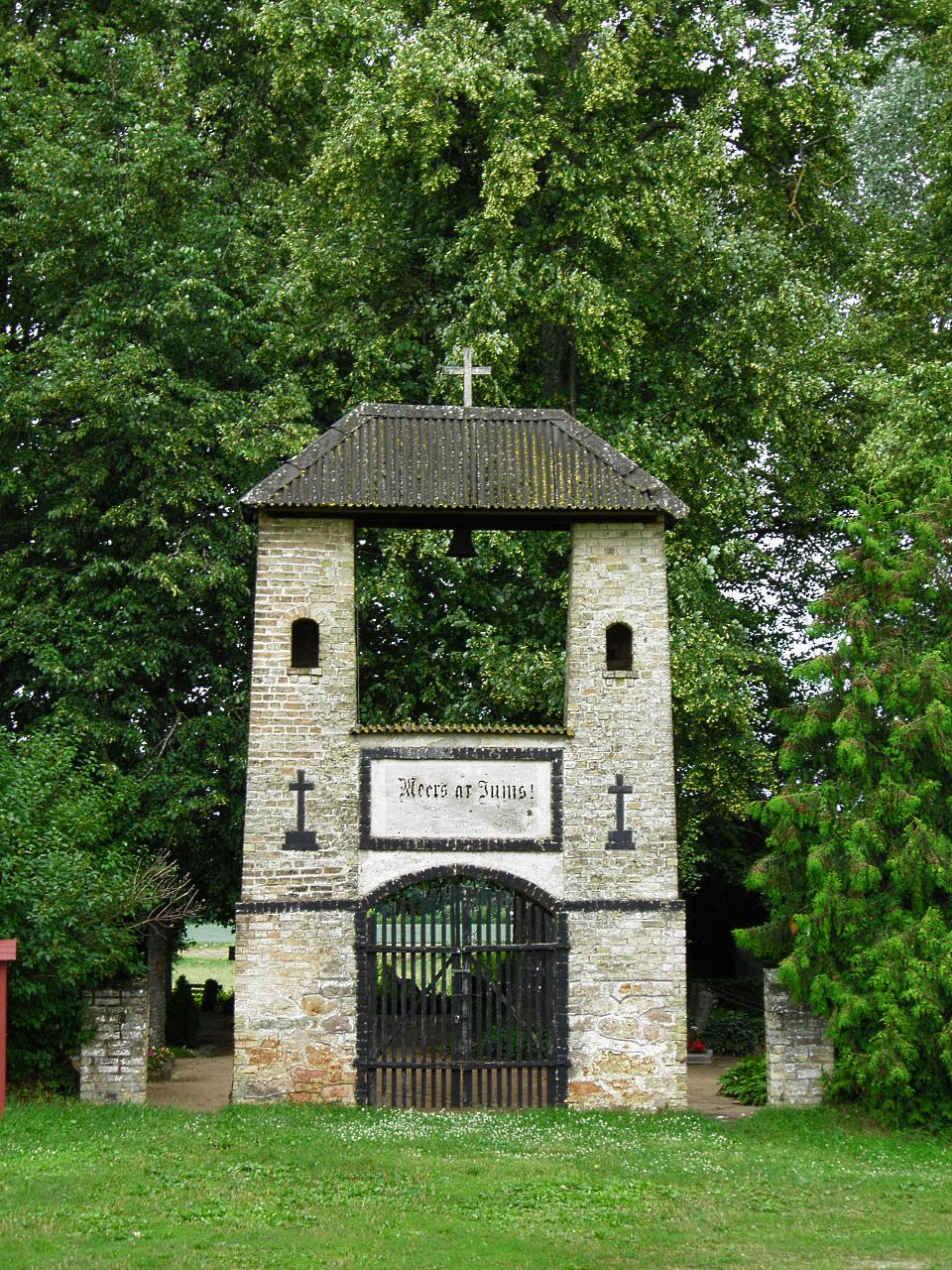
Ворота кладбища
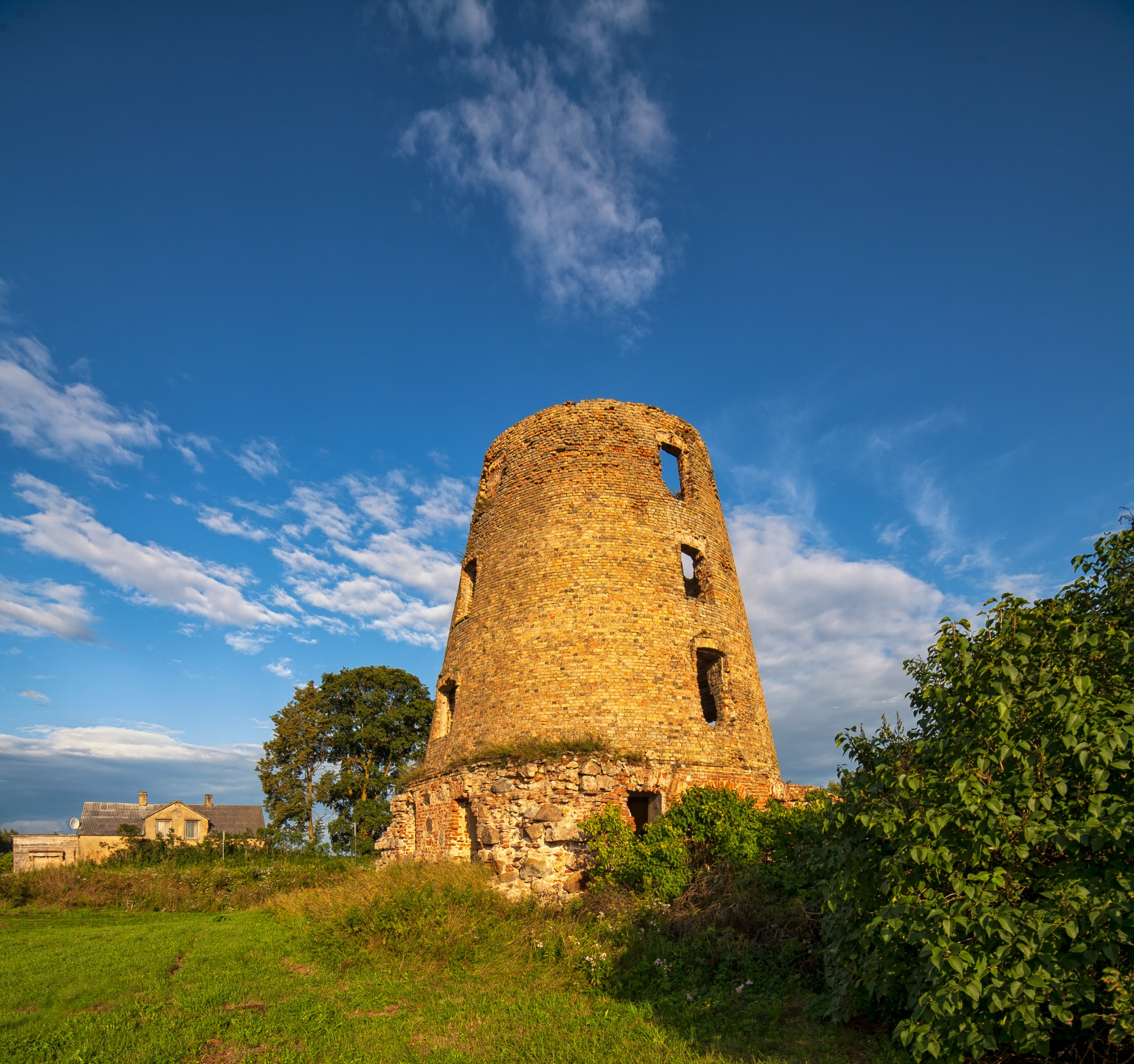
Руины ветряной мельницы
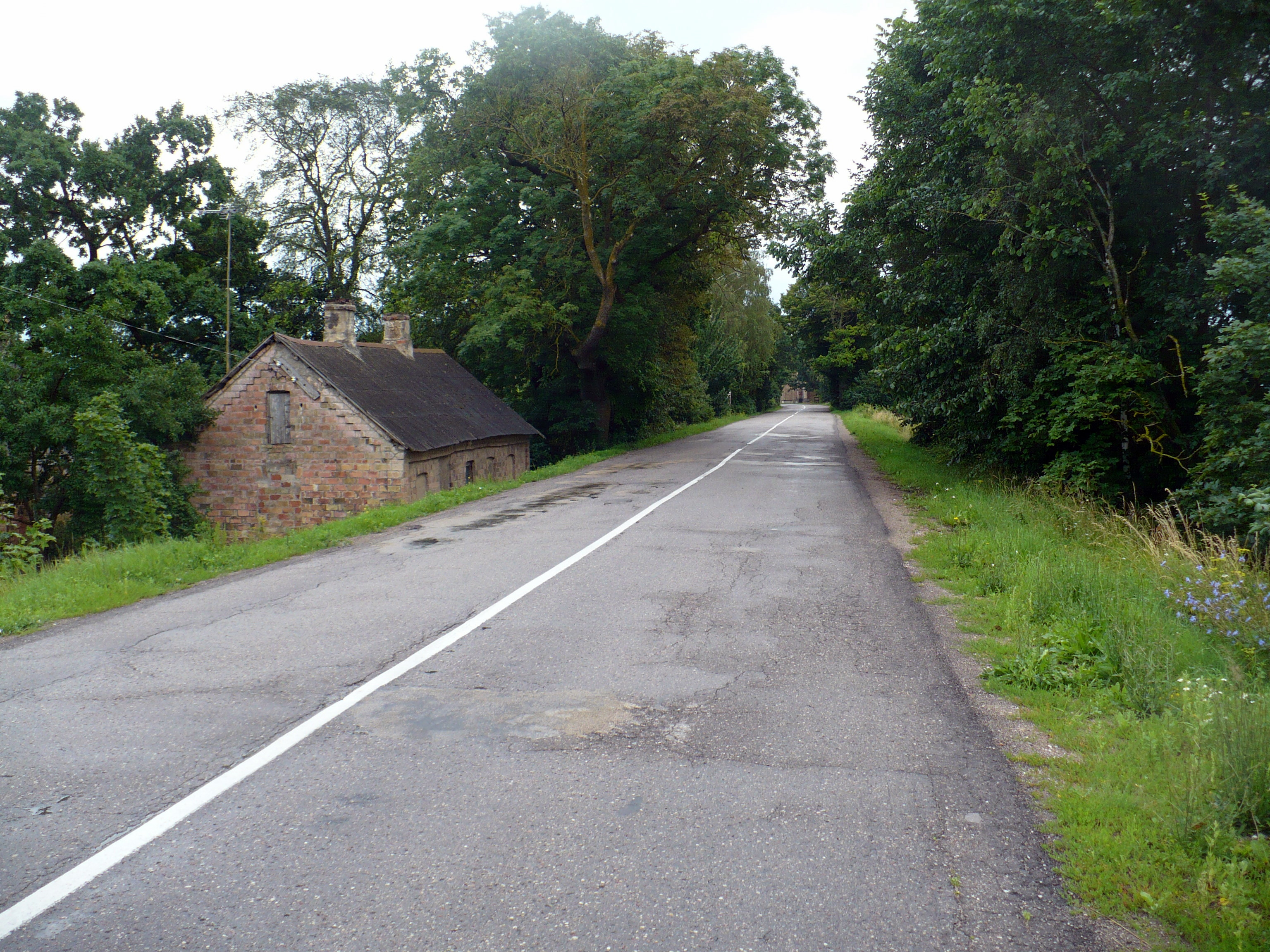
Шоссе